# Véronique Gayrard
Véronique Gayrard est une mathématicienne française spécialisée en probabilités, physique statistique, réseau de Hopfield, comportement à long terme de systèmes désordonnés et de Métastabilité en diffusion réversible.

## Biographie
Elle soutient en 1993 une thèse de doctorat intitulée Contribution à l'étude rigoureuse des modèles de Hoppfiel sous la direction de Pierre Pico, à Marseille,.
Elle devient par la suite directeur de recherche au CNRS en poste à Marseille dans l'Institut de Mathématiques de Marseille qu'elle dirige de 2015 à 2021. 

## Travaux scientifiques
Ses travaux les plus cités concernent la métastabilité des processus de diffusion réversibles.
Elle contribue aux travaux du CIRM de Marseille en co-éditant l'ouvrage Correlated Random Systems: Five Different Methods publié en 2013.

## Distinctions et récompenses
- 2021 : prix Gay-Lussac Humboldt[5].